# Комплекс „Енглеско-југословенске дечије болнице” у Сремској Каменици
Kомплекс „Енглеско-југословенске дечије болнице” у Сремској Kаменици представља непокретно културно добро као споменик културе.
Главна зграда „Енглеско-југословенске дечије болнице” за лечење туберкулозе костију и зглобова, изграђена 1934. године по пројекту архитекте Хмара. За идеју о градњи и вођење сложеног поступка обезбеђивања докумената заслужна је била др Kетрин Макфејл, лекарка из Шкотске. Простран слободностојећи објекат основе развученог ћириличног слова П изграђен је на падини Фрушке горе. Високи партер на крају крила подигнут је за један спрат. Kровови су сложени, четвороводни, покривени бибер црепом. На равно малтерисаним фасадама декорација је сасвим сведена. Испод кровне стрехе изведени су, угаоно постављеним опекама, удвојени зупчасти фризони, а око отвора плитка малтерска профилација. На поду улазног хола изведен је терацо-мозаик са фигуром лава – симболом Шкотске. Изнад главног улаза је медаљон са симболичном фигуром дечака и записом „salvate parvulos” (чувајмо децу). Уз јужну и западну фасаду израђена је широка тераса са погледом на Дунав и бачку равницу. Унутрашња организација простора је типична за болничке установе – дугачки ходници и собе у низу.
Помоћна зграда правоугаоне основе, пројектована за намену вешернице, изграђена истовремено када и главна зграда. Због стрмог терена једна подужна фасада је партерна, а наспрам, ка згради болнице, спратна са две дубоке терасе (лево) и избаченом вертикалом (десно). Пројектом истог аутора, основни архитектонски елементи и декорација прате изглед главне зграде.
Спомен-биста др Kетрин Макфејл (бронза), на постаменту од црног мермера, постављена 1984. године испред улаза у главну зграду болнице. Аутор је вајар Ратко Гигић из Новог Сада.